# Rapporto BUN-creatinina
Il rapporto BUN-creatinina o azotemia-creatinina, o urea-creatinina, è il rapporto tra due valori sierici di laboratorio: azoto ureico nel sangue (BUN, dall'inglese Blood Urea Nitrogen) e creatinina sierica (mg/dL). Il rapporto può essere utilizzato per confermare condizioni cliniche come l'insufficienza renale acuta o la disidratazione.
Al di fuori degli Stati Uniti, in particolare in Canada e in Europa, viene utilizzato il valore dell'urea (sebbene sia sempre lo stesso prodotto chimico del sangue), la cui unità di misura è diversa (mmol/L); anche l'unità di misura della creatinina è diversa (μmol/L). Questo valore è definito rapporto urea-creatinina.
Il principio alla base di questo rapporto è il fatto che sia l'urea che la creatinina sono liberamente filtrate dal glomerulo renale; tuttavia, l'urea riassorbita dai tubuli può essere regolata (aumentata o ridotta) mentre il riassorbimento della creatinina rimane costante (riassorbimento minimo).

## Definizione
L'urea e la creatinina sono prodotti finali del metabolismo dell'azoto. L'urea è il metabolita primario derivato dal turnover proteico delle proteine e dei tessuti. La creatinina è il prodotto del catabolismo muscolare della creatina. Entrambe sono molecole relativamente piccole (rispettivamente 60 e 113 dalton) che si distribuiscono in tutta l'acqua corporea. In Europa, viene analizzata l'intera molecola di urea, mentre negli Stati Uniti viene misurata solo la componente azotata dell'urea (il sangue o l'azoto ureico nel siero, cioè BUN o SUN). Il BUN, quindi, è circa la metà (7/15 o 0,466) dell'urea nel sangue.
L'intervallo normale di azoto ureico nel sangue o nel siero è compreso tra 5 e 20 mg/dl o tra 1,8 e 7,1 mmol di urea per litro. La gamma è ampia a causa delle normali variazioni dovute all'assunzione di proteine, al catabolismo delle proteine endogene, allo stato di idratazione, alla sintesi di urea epatica e all'escrezione di urea renale. Un BUN di 15 mg/dl rappresenterebbe una funzione significativamente compromessa per una donna nella trentesima settimana di gestazione. Il suo più alto tasso di filtrazione glomerulare (GFR), il volume di liquido extracellulare espanso e l'anabolismo nel feto in via di sviluppo contribuiscono al suo BUN relativamente basso da 5 a 7 mg/dl. Al contrario, un atleta che fa molta palestra e mangia oltre 125 g di proteine ogni giorno può avere un BUN normale di 20 mg/dl.
La normale creatinina sierica varia con la massa muscolare del corpo del soggetto e con la tecnica utilizzata per misurarla. Per il maschio adulto, l'intervallo normale è compreso tra 0,6 e 1,2 mg/dl o tra 53 e 106 µmol/L con il metodo cinetico o enzimatico e tra 0,8 e 1,5 mg/dl o tra 70 e 133 µmol/L nel manuale Jaffé precedente reazione. Per la femmina adulta, con la sua massa muscolare generalmente inferiore, l'intervallo normale è compreso tra 0,5 e 1,1 mg/dl, o tra 44 e 97 µmol/L con il metodo enzimatico.
| BUN:Cr  | Urea:Cr  | Location                   | Meccanismo |
| ------- | -------- | -------------------------- | --- |
| >20:1   | >100:1   | IRA Prerenale              | Il riassorbimento di urea è aumentato. Il BUN è sproporzionatamente elevato rispetto alla creatinina nel siero. Si sospetta disidratazione o ipoperfusione. |
| 12–20:1 | 40–100:1 | Normalità o IRA Postrenale | Intervallo normale. Può anche essere un IRA postrenale. Il riassorbimento di BUN rientra nei limiti normali.                                                |
| <12:1   | <40:1    | IRA parenchimale           | Il danno renale provoca un ridotto riassorbimento di BUN, riducendo quindi il rapporto BUN: Cr.                                                             |

## Cause specifiche di elevazione

### Insufficienza renale acuta
Il rapporto è predittivo di danno prerenale quando BUN:creatinina supera 20o quando urea:creatinina supera 100.Nella IRA prerenale, l'urea aumenta in modo sproporzionato rispetto alla creatinina a causa del maggiore riassorbimento tubulare prossimale che segue il trasporto potenziato di sodio e acqua.

### Sanguinamento gastrointestinale
Il rapporto è utile per la diagnosi di sanguinamento dal tratto gastrointestinale (GI) in pazienti che non presentano vomito manifesto di sangue. Nei bambini, un rapporto BUN: Cr di 30 o superiore ha una sensibilità del 68,8% e una specificità del 98% per il sanguinamento del tratto gastrointestinale superiore.
Un presupposto comune è che il rapporto è elevato a causa della digestione degli aminoacidi, poiché il sangue (esclusa l'acqua) è costituito in gran parte dall'emoglobina proteica e viene scomposto dagli enzimi digestivi del tratto gastrointestinale superiore in aminoacidi, che vengono poi riassorbiti nel tratto gastrointestinale inferiore e scomposto in urea. Tuttavia, non vengono osservati rapporti BUN elevati: quando vengono consumati altri carichi proteici elevati (ad es. bistecca). È stata ipotizzata un'ischemia renale secondaria al sanguinamento gastrointestinale per spiegare il rapporto elevato BUN: Cr. Tuttavia, altre ricerche hanno scoperto che l'ipoperfusione renale non può spiegare completamente l'elevazione del rapporto BUN:creatinina.

### Età avanzata
A causa della ridotta massa muscolare, i pazienti anziani possono presentare un BUN elevato: Cr al basale

## Tecniche di misurazione
Molti metodi per l'analisi del rapporto BUN e creatinina si sono evoluti nel corso degli anni. La maggior parte di quelli attualmente in uso sono automatizzati e danno risultati clinicamente affidabili e riproducibili.
Esistono due metodi generali per la misurazione dell'azoto ureico. La reazione del diacetile, o Fearon, sviluppa un cromogeno giallo con l'urea, e questo è quantificato dalla fotometria. È stato modificato per l'uso negli autoanalizzatori e generalmente fornisce risultati relativamente precisi. Ha ancora una specificità limitata, tuttavia, come illustrato da elevazioni spurie con composti di sulfonilurea e da interferenze colorimetriche dell'emoglobina quando si usa sangue intero.
Nei metodi enzimatici più specifici, l'ureasi enzimatico converte l'urea in ammoniaca e acido carbonico. Questi prodotti, che sono proporzionali alla concentrazione di urea nel campione, sono analizzati in una varietà di sistemi, alcuni dei quali sono automatizzati. Un sistema controlla la diminuzione dell'assorbanza a 340 mm quando l'ammoniaca reagisce con l'acido alfa chetoglutarico. Il sistema Astra misura il tasso di aumento della conduttività della soluzione in cui l'urea viene idrolizzata.
Anche se ora il test viene eseguito principalmente su siero, il termine BUN è ancora mantenuto per convenzione. Il campione non deve essere raccolto in provette contenenti fluoruro di sodio poiché il fluoro inibisce l'ureasi. Anche clorato idrato e guanetidina sono stati osservati per aumentare i valori di BUN.
La reazione Jaffé del 1886, in cui la creatinina viene trattata con una soluzione di picrato alcalino per produrre un complesso rosso, è ancora la base dei metodi più comunemente usati per misurare la creatinina. Questa reazione è aspecifica e soggetta all'interferenza di molti cromogeni non creatinici, tra cui acetone, acetoacetato, piruvato, acido ascorbico, glucosio, cefalosporine, barbiturici e proteine. È anche sensibile alle variazioni di pH e temperatura. Una o l'altra delle molte modifiche progettate per annullare queste fonti di errore è oggi utilizzata nella maggior parte dei laboratori clinici. Ad esempio, la recente modifica della frequenza cinetica, che isola il breve intervallo di tempo durante il quale solo la vera creatinina contribuisce alla formazione totale del colore, è la base del sistema modulare Astra.
Sono stati inoltre sviluppati saggi più specifici, non Jaffé. Uno di questi, un metodo enzimatico a scorrimento secco automatizzato, misura l'ammoniaca generata quando la creatinina viene idrolizzata dalla creatinina iminoidrolasi. La sua semplicità, precisione e velocità lo consiglia vivamente per l'uso di routine in laboratorio clinico. Solo la 5-fluorocitosina interferisce significativamente con il test.
La creatinina deve essere determinata nel plasma o nel siero e non nel sangue intero poiché gli eritrociti contengono notevoli quantità di cromogeni non creatininici. Per ridurre al minimo la conversione della creatina in creatinina, i campioni devono essere il più freschi possibile e mantenuti a pH 7 durante la conservazione.
La quantità di urea prodotta varia con il deposito del substrato nel fegato e la funzionalità epatica. È aumentato da una dieta ricca di proteine, da sanguinamento gastrointestinale (basato su un livello di proteine plasmatiche di 7,5 g/dl e un'emoglobina di 15 g/dl, 500 ml di sangue intero equivalgono a 100 g di proteine), con processi catabolici come febbre o infezione e da farmaci antianabolici come tetracicline (tranne la doxiciclina) o glucocorticoidi. È ridotto dalla dieta a basso contenuto proteico, dalla malnutrizione o dalla fame, e da una ridotta attività metabolica nel fegato dovuta a malattia parenchimale del fegato o, raramente, a carenza congenita di enzimi del ciclo dell'urea. Il soggetto normale con una dieta proteica da 70 g produce ogni giorno circa 12 g di urea.
Questa urea appena sintetizzata si distribuisce in tutta l'acqua corporea. Alcuni di questi vengono riciclati attraverso la circolazione enteroepatica. Di solito, una piccola quantità (inferiore a 0,5 g/die) viene persa attraverso il tratto gastrointestinale, i polmoni e la pelle; durante l'esercizio fisico, una parte sostanziale può essere escreta nel sudore. La maggior parte dell'urea, circa 10 g al giorno, viene escreta dal rene in un processo che inizia con la filtrazione glomerulare. Ad alte portate di urina (maggiore di 2 ml/min), viene riassorbito il 40% della carica filtrata e a portate inferiori a 2 ml/min, il riassorbimento può aumentare al 60%. Il basso flusso, come nell'ostruzione del tratto urinario, consente più tempo per il riassorbimento ed è spesso associato ad aumenti dell'ormone antidiuretico (ADH), che aumenta la permeabilità del tubulo di raccolta terminale all'urea. Durante l'antidiuresi indotta da ADH, la secrezione di urea contribuisce alla concentrazione intratubolare dell'urea. Il successivo accumulo di urea nel midollo interno è fondamentale per il processo di concentrazione urinaria. Il riassorbimento è inoltre aumentato dalla contrazione del volume, dalla riduzione del flusso plasmatico renale come nell'insufficienza cardiaca congestizia e dalla riduzione della filtrazione glomerulare.
La formazione di creatinina inizia con la transamidinazione dall'arginina alla glicina per formare acido guanidoacetico (GAA). Questa reazione si verifica principalmente nei reni, ma anche nella mucosa dell'intestino tenue e del pancreas. Il GAA viene trasportato nel fegato dove viene metilato dalla S-adenosil metionina (SAM) per formare la creatina. La creatina entra nella circolazione e il 90% di essa viene assorbita e immagazzinata dal tessuto muscolare.